# 伊萨格雷
伊萨格雷，是西班牙卡斯蒂利亚-莱昂莱昂省的一个市镇。 总面积44平方公里，2001年普查人口總數為252人，人口密度為每平方公里6人。